# La 628-E8

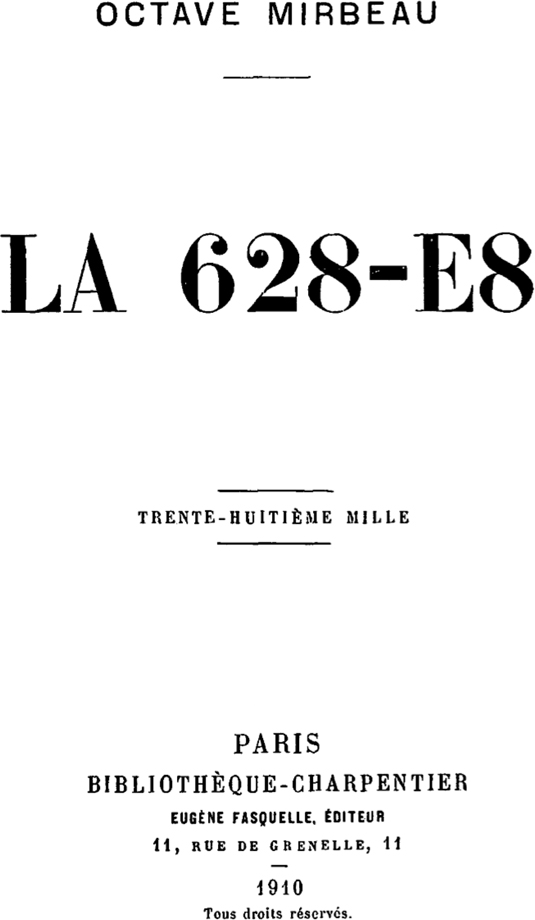
La 628-E8.

La 628-E8 ist ein im Jahr 1907 erschienener Roman des französischen Schriftstellers Octave Mirbeau.
Zuerst sieht La 628-E8 wie ein Reisebuch oder eine Reiseerzählung aus. Mit seinem Auto, einem Charron mit dem Kennzeichen 628-E8, reist der Erzähler durch Belgien, die Niederlande und Deutschland. Aber die Hauptperson des Romans ist nichts anderes als Mirbeaus Auto.
Ein Kapitel der Erzählung ist Balzacs Tod (Originaltitel: La Mort de Balzac): „Mit grausamem Humor schildert Mirbeau das Sterben Balzacs in der Hölle seines heruntergekommenen Hauses mit der hilflosen Eve, die in die Arme ihres Geliebten flieht, während der Geruch des Todes aus dem Zimmer des dahindämmernden Balzac sich ausbreitet.“ 

## Übersetzungen ins Deutsche
- Balzacs Tod. Manholt, Bremen 1992, ISBN 3-924903-95-6.

- 628-E8. Weidle Verlag, Bonn 2013 (Übersetzung, Kommentar und Nachwort von Wieland Grommes), ISBN 978-3-938803-04-2.